# Audi R8 (gadebil)
 For alternative betydninger, se Audi R8. (Se også artikler, som begynder med Audi R8)
Audi R8 er en to sædet sportsvogn fra Audi, som blev introduceret i slutningen af 2006.
Motoren er en 8-cylindret V-motor på 4,2 liter med direkte benzinindsprøjtning og en effekt på 309 kW (420 hk), og et drejningsmoment på 430 Nm. Det giver den en tophastighed på 301 km/t og et benzinforbrug på 14,6 liter pr. 100 kilometer.
Som ekstraudstyr fås den automatiserede manuelle gearkasse "R Tronic".
En R8 med 12-cylindret TDI dieselmotor med 500 PS (493 hp/368 kW) og 1.000 Nm kører som prototype.

## Billeder
- Interiør
- V8 FSI motor
- Audi R8 racerprototype